# Крістіан Фандер
Крістіан Фандер (нім. Christian Vander; нар. 24 жовтня 1980, Вілліх, Німеччина) — німецький футболіст, що грав на позиції воротаря.
Виступав за юнацьку збірну Німеччини.
Володар Кубка Німеччини.

## Клубна кар'єра
Вихованець футбольної школи клубу «Боруссія» (Менхенгладбах).
У дорослому футболі дебютував 1997 року виступами за команду клубу «Юрдінген 05», в якій провів три сезони, взявши участь у 5 матчах чемпіонату.
Своєю грою за цю команду привернув увагу представників тренерського штабу клубу «Бохум», до складу якого приєднався 2000 року. Відіграв за бохумський клуб наступні п'ять сезонів своєї ігрової кар'єри.
2005 року перейшов до клубу «Вердер», перший сезон грав за другу команду, а, починаючи з наступного року, став гравцем головної команди клубу, за яку відіграв 7 сезонів. За цей час виборов титул володаря Кубка Німеччини. Завершив професійну кар'єру футболіста 2013 року виступами за команду цього клубу.

## Виступи за збірну
На рахунку Фандера один матч у складі юнацької збірної Німеччини.

## Досягнення
- Володар кубка Німеччини (1):

«Вердер»: 2008–2009
- Володар Кубка німецької ліги (1):

«Вердер»: 2006